# Hister canariensis
Hister canariensis är en skalbaggsart som beskrevs av Thomas Vernon Wollaston 1864. Hister canariensis ingår i släktet Hister och familjen stumpbaggar. Inga underarter finns listade i Catalogue of Life.